# Dutch Open 1978
Il Dutch Open 1978 è stato un torneo di tennis giocato sulla terra rossa. È stata la 21ª edizione del torneo, che fa parte del Colgate-Palmolive Grand Prix 1978. Il torneo si è giocato a Hilversum nei Paesi Bassi dal 24 al 30 luglio 1978.

## Campioni

### Singolare maschile
Balázs Taróczy ha battuto in finale  Tom Okker con il punteggio di 2–6, 6–1, 6–2, 6–4

### Doppio maschile
Tom Okker /  Balázs Taróczy  hanno battuto in finale  Bob Carmichael /  Mark Edmondson con il punteggio di 7–6, 4–6, 7–5